# Adromischus filicaulis
Adromischus filicaulis är en fetbladsväxtart. Adromischus filicaulis ingår i släktet Adromischus och familjen fetbladsväxter.

## Underarter
Arten delas in i följande underarter:
- A. f. filicaulis
- A. f. marlothii